# Secvențierea Sanger
Secvențierea Sanger este o metodă de  secvențiere ADN bazată pe incorporarea selectivă a di-deoxinucleotidelor de către enzima ADN polimerază în timpul  replicării ADN in vitro.
 
Metoda a fost dezvoltată de către Frederick Sanger și colegii săi în 1977 și a fost una dintre cele mai folosite metode de secvențiere ADN mai bine de 25 de ani. Mai nou, secvențierea Sanger a fost parțial înlocuită de secvențierea de nouă generație. Cu toate acestea, secvențierea Sanger este încă folosită, în contextul proiectelor mai mici, pentru validarea rezultatelor secvețierii de nouă generație, sau pentru citirea fragmentelor lungi și continue de ADN (mai mari de 500 de nucleotide).

Metoda Sanger pentru secvențierea ADN.

## Metoda
Metoda clasică de secvențiere Sanger ia un șablon simplu de ADN, un primer ADN, enzima ADN polimerază, deoxinucleozidetrifosfate normale (dNTP) și di-deoxinucleozidetrifosfate modificate (ddNTP), cele din urmă terminând prematur elongarea șirului ADN. ddNTP-urilor le lipsesc grupul hidroxil (OH) de la capătul 3', deci nu pot forma legătura necesară dintre două nucleotide, ceea ce împiedică polimeraza ADN să extindă ADN-ul.
ddNTP-urile sunt marcate radioactiv sau fluorescent pentru a putea fi detectate automat de către   mașinile de secvențiere.
Mostra ADN este împărțită în patru reacții separate, conținând fiecare toate cele patru deoxinucleotide (dATP, dGTP, dCTP și dTTP) și enzima ADN polimerază. În fiecare dintre reacții este adăugată doar una dintre cele patru di-deoxinucleotide (ddATP, ddGTP, ddCTP, sau ddTTP), în timp ce celelalte nucleotide sunt nemodificate.
Di-deoxinucleotidele modificate sunt adăugate în exces, în cantități de aproximativ 100 de ori mai mari decât deoxinucleotidele normale (ex. 0.005mM dATP : 0.5mM ddATP).  
Pe scurt, este nevoie de patru reacții separate pentru a testa cele patru ddNTP.
După mai multe runde de extensie a șablonului ADN, fragmentele rezultate de ADN sunt denaturate prin expunere la căldură și sunt separate conform mărimii prin procedura de electroforeză pe gel.

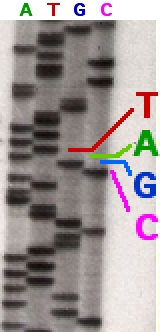
O parte din gelul de secvențiere marcat radioactiv

În imaginea din dreapta un film X a fost expus gelului, iar benzile închise la culoare corespund fragmentelor ADN de diferite mărimi. O bandă de culoare închisă semnifică un fragment ADN scurtat la incorporarea unei di-deoxinucleotide (ddATP, ddGTP, ddCTP sau ddTTP). Pozițiile relative de pe cele patru benzi, de sus în jos, sunt folosite la citirea secvețelor ADN.

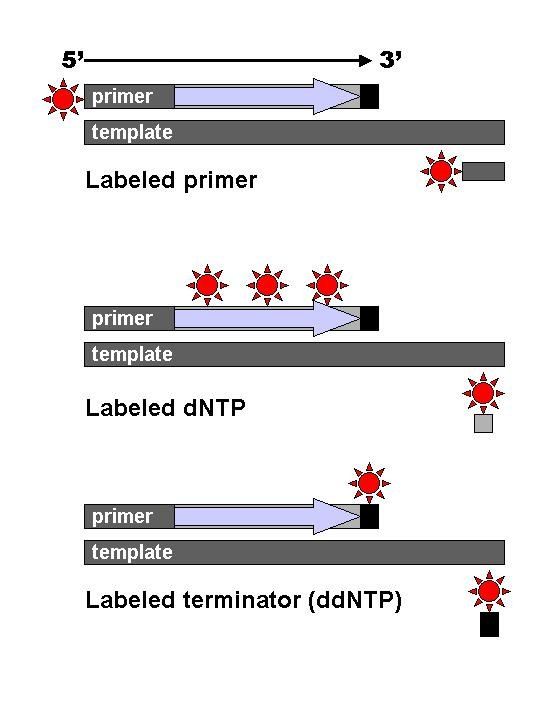
Fragmentele ADN sunt marcate fluorescent pe primer (1), în noul lanț ADN fie cu dNTP, fie cu o ddNTP.

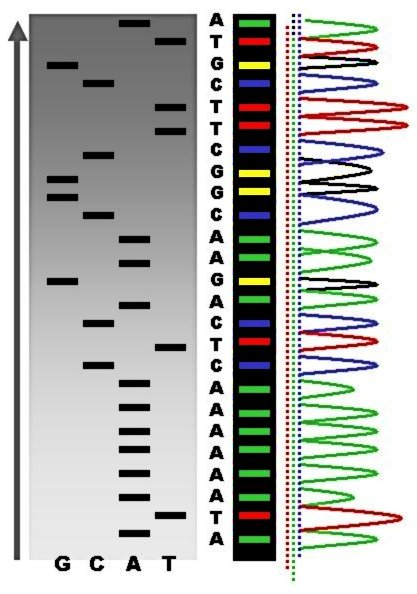
Benzile secvențierii prin metoda marcării radiactive vizualizare în paralele cu picurile fluorescente